# L'Ailefroide
Pour l’article homonyme, voir Ailefroide (hameau).

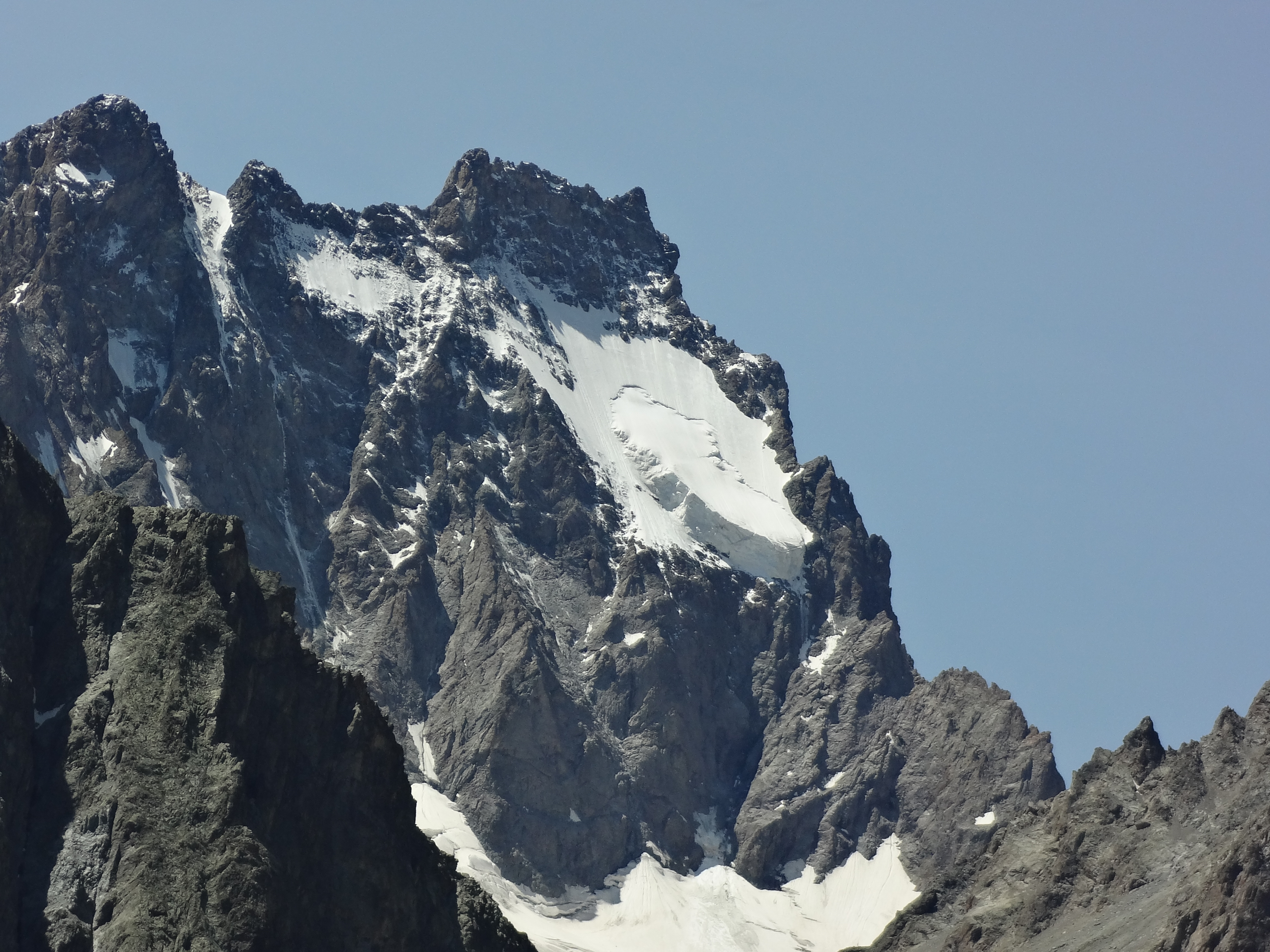
Vue du glacier suspendu de l’Ailefroide.

L'Ailefroide est un ensemble de sommets du massif des Écrins qui culmine à 3 954 mètres, entre les départements des Hautes-Alpes et de l'Isère. Il est situé à l'extrémité ouest de l'alignement Pelvoux - pic Sans Nom - Ailefroide, qui constitue une des plus remarquables « trilogies » du massif des Écrins. On distingue notamment l'Ailefroide Occidentale le point culminant, l'Ailefroide Centrale (3 927 mètres), la pointe Fourastier (3 907 mètres) et l'Ailefroide Orientale (3 847 mètres).
Ailefroide est également le nom d'un hameau de la commune de Pelvoux au pied du sommet, sur son versant est. Ce village, situé au fond de la vallée de Vallouise et essentiellement composé d'un camping, est un lieu réputé pour l'alpinisme et l'escalade.

## Alpinisme

### Ascensions
- 1870 - Ailefroide Occidentale par William Auguste Coolidge avec Christian et Ulrich Almer et Christian Gertsch le 7 juillet
- 1899 - Ailefroide Centrale par Auguste Reynier
- 1913 - Conquête de l'arête de Coste-Rouge par Guido Mayer et Angelo Dibona
- 1936 - Pilier nord-ouest de l'Ailefroide Occidentale par Lucien Devies et Giusto Gervasutti, les 23 et 24 juillet
- 1936 - Face nord de la pointe Fourastier par Maurice Fourastier, Henri Le Breton et A. Manhès, le 1er septembre
- 1959 - Ailefroide centrale par le glacier suspendu de la face nord-est, par A. Makhota et W. Stefan, le 22 juillet
- 1969 - Voie des Plaques sur le versant nord par Jean Claude Marnier et Jean-Louis Mercadié
- 1969 - Arête de Coste Rouge en solo par Raymond Renaud
- 1970 - Pilier nord-ouest en solitaire par Jacques Sangnier du 8 au 11 juillet
- 1975 - Première hivernale du pilier nord-ouest par Pierre Béghin, Pierre Caubet, Olivier Challéat et Pierre Guillet, du 19 au 23 février

### Voies d'ascension
L'Ailefroide comporte trois grandes faces : le versant Sud, ne présentant pas beaucoup de voies d'ascension, une face NW principalement rocheuse et une face NE avec un glacier suspendu et de nombreuses goulottes. La montagne est également connue pour ses traversées d'arêtes. Les itinéraires remarquables sont :
- voie Normale de la pointe Occidentale par le versant Sud (ou arête SE) ;
- voie Normale de la pointe Orientale par l'arête S ;
- traversée des Arêtes (AD) ;
- voie Devies-Gervasutti (ED-), comparable à la Walker aux Grandes Jorasses ; Christophe Moulin en a fait la première hivernale en solitaire en décembre 1992 ;
- voie Fourastier (TD), voie mixte ;
- arête de Coste Rouge (D) ;
- voie des plaques (ED), une des voies les plus dures des Écrins ;
- goulotte Pschitt.

### Descentes notables
La face nord a été descendue à ski le 20 mai 2009 par Hervé Dégonon.

## Dans la littérature
Jean-Marc Rochette raconte en bande dessinée sa passion de jeunesse pour l'alpinisme dans Ailefroide, altitude 3954 paru en 2018.